# When We Were Young (Adele)
When We Were Young è un singolo della cantautrice britannica Adele, pubblicato il 22 gennaio 2016 come secondo estratto dal terzo album in studio 25.

## Descrizione
When We Were Young è stata scritta dalla stessa Adele insieme a Tobias Jesso Jr. In un'intervista a Sirius XM, la cantante ha commentato così il pezzo:
Entrato in rotazione radiofonica dal 22 gennaio 2016, il singolo è stato pubblicato per il download digitale la settimana seguente.

## Tracce
Download digitale
1. When We Were Young – 4:50

Download digitale – Live from the BRITs
1. When We Were Young (Live from the BRITs) – 4:47

## Classifiche

### Classifiche settimanali
| Classifica (2016-21) | Posizione massima |
| -------------------- | ----------------- |
| Australia            | 13                |
| Austria              | 11                |
| Belgio (Fiandre)     | 6                 |
| Belgio (Vallonia)    | 22                |
| Canada               | 9                 |
| Danimarca            | 27                |
| Francia              | 15                |
| Germania             | 29                |
| Grecia               | 49                |
| Irlanda              | 12                |
| Italia               | 56                |
| Norvegia             | 23                |
| Nuova Zelanda        | 23                |
| Paesi Bassi          | 24                |
| Portogallo           | 10                |
| Regno Unito          | 9                 |
| Repubblica Ceca      | 26                |
| Slovacchia           | 24                |
| Spagna               | 12                |
| Stati Uniti          | 14                |
| Sudafrica            | 42                |
| Svezia               | 16                |
| Svizzera             | 5                 |
| Ungheria             | 11                |

### Classifiche di fine anno
| Classifica (2016) | Posizione |
| ----------------- | --------- |
| Islanda           | 43        |